# Bubur Candil
Bubur Candil es un postre dulce tradicional de Indonesia. Bubur Candil es una de las muchas variedades de gachas indonesias. Está preparado con harina de arroz glutinoso (tepung ketan), a la que se le da forma de bolita y se sumergen en gachas de azúcar de coco. Es dulce pero la leche de coco hace que sea sabroso al paladar.

## Preparación
Para preparar las bolitas (candil) se mezcla el arroz blanco glutinoso con sal y puré de batatas, utilizando esta mezcla se le dan forman a las bolitas.
Se pone a hervir agua con azúcar de coco y hoja de pandano. Cuando el agua hierve se ponen las bolitas las que se cuecen hasta que salen a flote cuando se las saca del agua.
Para preparar la salsa de leche de coco se hierve leche de coco junto con hojas de pandano y sal. Cuando está hirviendo se vierte una mezcla de harina de arroz y harina de arroz glutinoso y se revuelve hasta que entra en ebullición.
Para servir las bolitas se colocan en un plato y son bañadas generosamente con la salsa de leche de coco.